# Chiquinha Gonzaga
Francisca Edwiges Neves Gonzaga, més coneguda com a Chiquinha Gonzaga (Rio de Janeiro, 17 d'octubre de 1847 - íd., 28 de febrer de 1935) va ser pianista, compositora i directora d'orquestra, activista i primera figura de la Música Popular Brasilera.
Chiquinha (hipocorístic de Francisca) fou pionera en diversos aspectes: la primera dona a tocar i compondre un xoro, la primera autora d'una marchinha de carnaval (Ó abre alas, 1899) i la primera dona a dirigir una orquestra al Brasil. La seva música va ser de gran rellevància en la configuració de la música popular brasilera.
També va ser una figura molt important per a la societat brasilera, tant en l'àmbit cultural com en el de la lluita pels drets socials. La seva biografia és inusual en una dona de la seva època i reflecteix una forta personalitat i un esperit lluitador que fan d'ella un personatge importatíssim per a la música, la història i la composició de l'esperit nacional brasiler.

## Vida personal
Chiquinha Gonzaga era la filla de José Basileu Gonzaga, Mariscal de l'exèrcit i de família adinerada, que havia deixat embarassada na Rosa Maria Neves de Lima, mulata descendent d'esclaus lliberts. Després del naixement, José Basileu va assumir la filla i es va casar amb Rosa Maria. El padrí de Chiquinha fou Luís Alves de Lima e Silva, duc de Caxias.
Va rebre una bona educació gràcies a la bona situació de la família paterna, impartida per un canonge. A més, va rebre classes de piano del mestre Elias Álvares Lobo i, d'aquesta manera, la música es va convertir en la seva gran afició. Als onze anys va compondre la seva primera obra, la nadala Canção dos Pastores.
Als 16 anys, per decisió paterna, es va casar amb Jacinto Ribeiro do Amaral, un alt càrrec de l'Armada Imperial. Va ser un matrimoni turbulent: Chiquinha va haver de lluitar per poder fer música, ja que el seu marit li prohibia aquesta ocupació i la humiliava constantment. Reclosa en el vaixell on el marit treballava, Chiquinha va decidir separar-se'n, cosa que va ser un escàndol i va causar el repudi per part del seu pare, que no va voler saber d'ella mai més. Dels tres fills que varen néixer de la parella, Chiquinha només pogué fer-se càrrec del més gran, João Gualberto Gonzaga do Amaral. El pare es va quedar amb la custòdia dels dos fills menors, Maria do Patrocínio i Hilário.
Temps després, Gonzaga conegué l'enginyer de ferrocarrils João Batista de Carvalho. Hi visqué durant uns anys i varen tenir una filla: Alice Maria. Aquesta unió també va acabar malament i no va poder quedar-se amb la custòdia d'Alice. A pesar de només poder criar un dels seus quatre fills, va mantenir el contacte amb tots ells al llarg de la seva vida.
Amb 52 anys va adoptar un jove, João Batista Fernandes Lage, de 16. Temps després de morir, es va fer públic que, en realitat, tots dos s'havien enamorat abans de l'adopció i havien decidit encobrir-ho d'aquella manera. La intenció de la parella fou evitar un escàndol que pogués perjudicar la relació de Chiquinha amb els seus fills (coneixedors de la situació), de la mateixa manera que hauria afectat negativament la seva brillant carrera professional.

## Carrera artística
Després de la seva separació, Chiquinha, enfrontant-se a la seva condició de mare soltera, amb el prejudici que allò significava a l'època i sense el suport financer del seu pare, va haver de guanyar-se la vida com a música independent. Per sobreviure tocava en botigues d'instruments i donava classes particulars. També va tocar al grup de xoro del flautista Joaquim Antônio da Silva Callado, colant-se en un espai fins al moment reservat als homes.

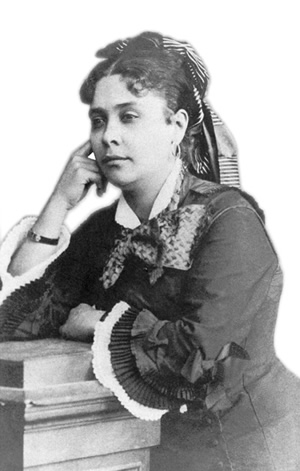
Chiquinha Gonzaga a l'any 1877, amb 30 anys

El seu primer èxit va arribar amb la publicació de la polca Atraente, l'any 1877. Gràcies al suport que això li va donar, es va decidir a compondre obres musicals per al teatre de varietats, estrenant el 1885 l'opereta A corte na roça al Teatre Príncipe Imperial. El seu èxit més gran al teatre va arribar l'any 1911, amb l'opereta Forrobodó, que és, actualment, la peça d'aquest tipus més representada en la història del Brasil, amb més de 1500 escenificacions consecutives.
El 1899 compon Ó Abre Alas, considerada la primera marchinha de carnaval. És el punt de partida d'una àmplia tradició posterior de música carnavalesca.
Entre 1902 i 1910 Chiquinha viatja en diverses ocasions a Europa, i obté gran èxit principalment a Portugal, residint a Lisboa amb Fernandes Lage durant un temps.
L'any 1914 interpreta juntament amb la seva amiga, la primera dama Nair de Tefé von Hoonholtz (esposa del President de la República Hermes da Fonseca), el seu tango Corta-jaca a la residencia presidencial, Palácio do Catete. Aquest fet va estar ple de controvèrsia per la representació de música popular en un espai de representació política.
És la fundadora, l'any 1917, de la Societat Brasilera d'Autors Teatrals (SBAT), primera societat del país per a la protecció dels drets autorals.
L'any 1933, amb 85 anys, compon la seva última partitura impresa: Maria. Dos anys després mor, el 28 de febrer de 1935.
El tret distintiu de les creacions de na Chiquinha va ser l'adaptació del piano, un instrument considerat de música culta, exclusiu per concerts a grans teatres i balls de la noblesa i l'alta burguesia, en un vehicle apte pels gustos del poble ras de finals del segle xix. De la mateixa manera, va donar categoria a instruments que, fins llavors, eren tinguts com de classe baixa, com per exemple la guitarra.

## Transcendència de la seva trajectòria

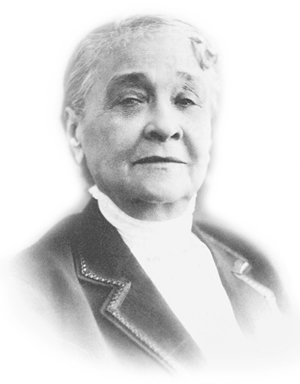
Amb 78 anys.

El personatge de Chiquinha trenca amb molts dels motlles que defineixen la societat dels segles xix i xx i, per tant, és peça clau per a explicar canvis posteriors. El patriarcat i l'eurocentrisme que marcaven la història de la música deixaven a na Chiquinha en una posició absolutament perifèrica per la seva condició de dona llatinoamericana separada. A més, la seva obra s'emmarca en una època en què es debat la separació entre música culta i música popular, barrera que Chiquinha trenca abruptament.
En un punt de la història també on els nacionalismes guanyen lloc, Gonzaga és formadora de la nova identitat cultural brasilera. La seva lluita política no queda al marge de la música, com va quedar manifest en accions com vendre partitures amb el fi de recaptar fons per a la Confederação Libertadora, que lluitava activament per l'abolició de l'esclavitud, que s'aconseguiria l'any 1888 amb la sanció de la Llei Àurea. També es manifestà a favor de la proclamació de la República, que va arribar l'any 1889 i va ser una líder important del moviment sufragista. La seva lluita política es reflectia també en les seves composicions: la peça Aperte o botão es va considerar subversiu i es va dictar ordre de presó contra ella, fet que li va donar més fama encara.
La seva producció és enorme: va compondre música per a 77 peces teatrals, i compta amb més de dues mil composicions en gèneres diferents: valsos, polques, tangos, lundus, maxixes, fados, quadrilles, masurques, xoros, marchinhas i serenates.
El seu nom és a la llista de possibles candidates a formar part del Llibre dels Herois i Heroïnes de la Pàtria Brasilera, monument existent a la capital, Brasília.

## Reconeixement i homenatges

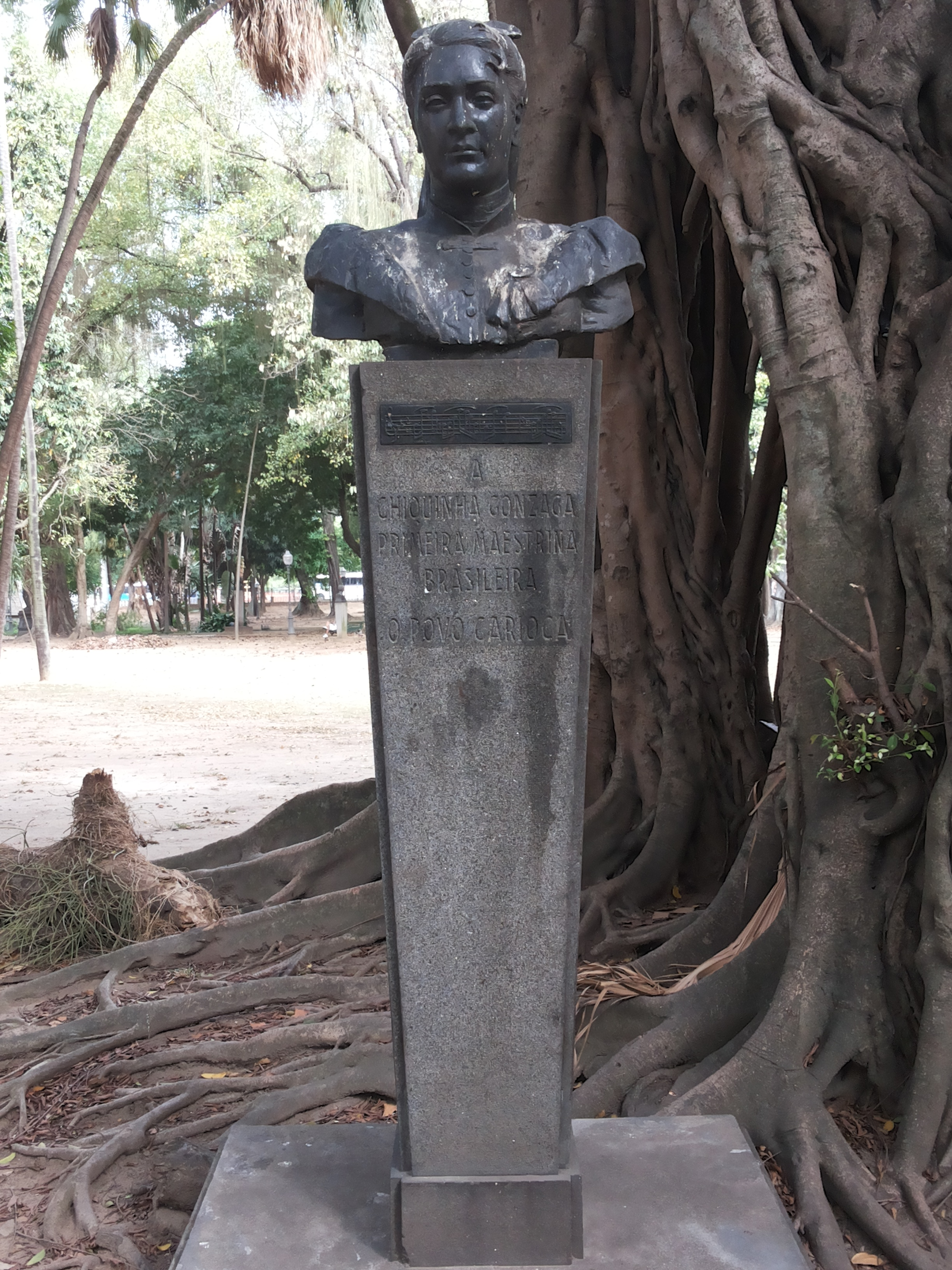
Bust de Chiquinha Gonzaga

El maig de l'any 2012 es va proclamar al Brasil el Dia Nacional de la Música Popular Brasilera, que coincideix amb la data del seu aniversari.
L'ajuntament de Rio de Janeiro va crear l'any 1999 la Medalla Chiquinha Gonzaga, que s'atorga a personalitats femenines reconegudes pel seu treball en pro de les causes democràtiques, humanitàries, artístiques i culturals.
Al parc Passeio Público de Rio de Janeiro hi ha una estàtua en el seu honor, obra de l'escultor Honório Peçanha.
Ha esdevingut un personatge interpretat en diverses obres escèniques:
- Teatre: Ó abre alas (1983 i 1998).[28]
- Cinema: O Xangô de Baker Street (2001)[29] i Brasília 18% (2006).[30]
- Televisió: Chiquinha Gonzaga (1999).[31]
- Carnaval de Rio: Abram alas que eu quero passar (Mangueira, 1985)[32] i Eu sou da lira, não posso negar... (Imperatriz Leopoldinense, 1997).[33]